# Adrian Kurek
Adrian Kurek (Grudziądz, 29 maart 1988) is een Pools voormalig wielrenner.

## Carrière
In 2014 behaalde Kurek zijn eerste profoverwinning door de tweede etappe van de Ronde van Estland op zijn naam te schrijven. In 2016 kwam hij tweemaal dicht bij zijn tweede profzege, maar zowel in de proloog van de Sibiu Cycling Tour als in de vierde etappe van de Ronde van Hainan strandde hij op de derde plaats. In 2017 werd hij kampioen van Polen.

## Overwinningen
2011
3e etappe Ronde van Gironde
2014
2e etappe Ronde van Estland
1e etappe Ronde van Mazovië (ploegentijdrit)
2015
1e etappe deel B Internationale Wielerweek (ploegentijdrit)
3e etappe Ronde van Małopolska
Proloog Podłasie Tour
2017
1e etappe deel B Internationale Wielerweek (ploegentijdrit)
 Pools kampioen op de weg, Elite
2018
3e etappe deel B Sibiu Cycling Tour (ploegentijdrit)
2020
Proloog Ronde van Szeklerland

## Resultaten in voornaamste wedstrijden
| Jaar | Milaan-San Remo | Gent-Wevelgem | Ronde van Vlaanderen | Amstel Gold Race | Omloop Het Nieuwsblad |
| ---- | --------------- | ------------- | -------------------- | ---------------- | --------------------- |
| 2014 |                 |               |                      | opgave           |                       |
| 2015 | 134e            |               |                      |                  | 67e                   |
| 2016 | 173e            | opgave        | 102e                 | opgave           |                       |
| 2017 |                 |               |                      | 102e             |                       |

## Ploegen
- 2012 –  Utensilnord Named
- 2013 –  CCC Polsat Polkowice
- 2014 –  CCC Polsat Polkowice
- 2015 –  CCC Sprandi Polkowice
- 2016 –  CCC Sprandi Polkowice
- 2017 –  CCC Sprandi Polkowice
- 2018 –  CCC Sprandi Polkowice
- 2019 –  Team Hurom
- 2020 –  Mazowsze Serce Polski
- 2021 –  HRE Mazowsze Serce Polski

Banaszek · Brożyna · Černý · Großschartner · Hirt · Honkisz · Kaczmarek · Kiendyś · Kurek · Latoń · Małecki · Marycz · Matysiak · Michajlov · Mrożek · Owsian · Paluta · de la Parte · Paterski · Pluciński · Ponzi · Rebellin · Samojlaw · Stępniak · Stosz · Szmyd · Taciak
Banaszek · Białobłocki · Brożyna · Großschartner · Hirt · Kaczmarek · Koch · Kurek · Małecki · Michajlov · Mrożek · Owsian · Paluta · Paterski · Pluciński · Ponzi · Samojlaw · Schlegel · Sisr · Stosz · Taciak · Tratnik
Antunes · Banaszek · Bernas · Brożyna · Cieślik · Franczak · Gradek · Koch · Kump · Kurek · Małecki · Owsian · Paluta · Pluciński · Sajnok · Schlegel · Sisr · Stosz · Taciak · Tratnik